# Sint-Andreaskerk (Velden)
De Andreaskerk is een neogotische, driebeukige kerk met een zijdelings geplaatste toren van vier geledingen met ingesnoerde torenspits in Velden, gemeente Venlo.

## Geschiedenis
Op dezelfde plek hebben twee eerdere kerken gestaan. De oorspronkelijke kerktoren, daterend uit circa 1300, was opgetrokken uit mergel, het priesterkoor dateerde oorspronkelijk uit 1509 en de zijbeuken uit 1857. Deze kerk werd in 1933 afgebroken, waarna er een nieuwe kerk werd gebouwd door Jules Kayser, die een jaar later in gebruik werd genomen. Tijdens de Tweede Wereldoorlog werd de toren in 1945 opgeblazen en de rest van de kerk werd zwaar beschadigd. In de twee volgende jaren werd de kerk hersteld, maar de toren werd - een geleding hoger - pas in 1955 herbouwd. Naast de kerk staat een Heilig Hartbeeld (1930). 

## Interieur
In het kerkgebouw bevinden zich twee monumentale barokke altaren uit de jaren dertig van de twintigste eeuw in achttiende-eeuwse stijl. De kerk bevat twee uit 1700 stammende beelden van de heilige Maria en de heilige Sebastiaan. Het hoofdaltaar en de communiebanken stammen uit 1894. Het oorspronkelijke orgel stamde vermoedelijk uit de achttiende eeuw en werd in 1937 vervangen door een nieuw orgel. Vanwege schade in de Tweede Wereldoorlog werd dit nieuwe orgel in 1948 gerestaureerd.